# Kaiserin Auguste Victoria
El Kaiserin Auguste Victoria fue un transatlántico alemán construido entre 1905 y 1906 por Vulcan AG shipyard en Stettin (ahora Szczecin, Polonia) para la Hamburg American Line. En el momento de su entrada en servicio fue el barco de pasajeros más grande del mundo. El barco navegaba regularmente en la ruta entre Hamburgo y Nueva York hasta el estallido de la Primera Guerra Mundial en el continente europeo, en 1914.
Al final de las hostilidades, fue enrolado en la Marina estadounidense bajo el nombre de USS Kaiserin Auguste Victoria, para el transporte de tropas norteamericanas desde Europa de regreso a los Estados Unidos. Por un tiempo breve, la naviera Cunard Line se hizo con el servicio del barco para utilizarlo en la ruta entre Liverpool y Nueva York.
Posteriormente, el barco fue remodelado por la compañía naviera canadiense Canadian Pacific Steamships (CP) y en 1921 fue rebautizado como RMS Empress of Scotland, convirtiéndose así en el primero de dos barcos de la empresa en llevar dicho nombre.